# The Amazing Kamikaze Syndrome
The Amazing Kamikaze Syndrome è l'undicesimo album in studio del gruppo rock inglese Slade, pubblicato nel 1983.

## Tracce
1. Slam the Hammer Down – 3:25
2. In the Doghouse – 2:44
3. Run Runaway – 5:00
4. High and Dry – 3:10
5. My Oh My – 4:12
6. Cocky Rock Boys (Rule O.K.) – 3:27
7. Ready to Explode – 8:38
8. (And Now the Waltz) C'est La Vie – 3:43
9. Cheap 'n' Nasty Luv – 3:27
10. Razzle Dazzle Man – 4:39

## Formazione
- Noddy Holder - voce, chitarra, cori
- Dave Hill - chitarra, cori
- Jim Lea - basso, chitarra, tastiere, violino, cori, voce (7)
- Don Powell - batteria, percussioni